# Ezequiel Rodríguez (calciatore)
Ezequiel Alejandro Rodríguez (San Miguel de Tucumán, 26 ottobre 1990) è un calciatore argentino, centrocampista svincolato.

## Caratteristiche tecniche
È un mediano.

## Carriera
Ha esordito in Primera División il 23 settembre 2017 disputando con la maglia del Tigre l'incontro pareggiato 0-0 contro il Belgrano.

## Statistiche
Statistiche aggiornate al 23 aprile 2019.

### Presenze e reti nei club
| Stagione              | Squadra               | Campionato            | Campionato | Campionato | Coppe nazionali | Coppe nazionali | Coppe nazionali | Coppe continentali | Coppe continentali | Coppe continentali | Altre coppe | Altre coppe | Altre coppe | Totale | Totale | Totale |
| Stagione              | Squadra               | Comp                  | Pres       | Reti       | Comp            | Pres            | Reti            | Comp               | Pres               | Reti               | Comp        | Pres        | Reti        | Pres   | Reti   |        |
| --------------------- | --------------------- | --------------------- | ---------- | ---------- | --------------- | --------------- | --------------- | ------------------ | ------------------ | ------------------ | ----------- | ----------- | ----------- | ------ | ------ | ------ |
| 2014                  | Tristán Suárez        | PB                    | 14         | 0          |                 | -               | -               |                    | -                  | -                  |             | -           | -           | 14     | 0      |        |
| 2015                  | Tristán Suárez        | PB                    | 31         | 4          | CA              | 2               | 0               |                    | -                  | -                  |             | -           | -           | 33     | 4      |        |
| Totale Tristán Suárez | Totale Tristán Suárez | Totale Tristán Suárez | 45         | 4          |                 | 2               | 0               |                    | -                  | -                  |             | -           | -           | 47     | 2      |        |
| 2016                  | Atlanta               | PB                    | 16         | 1          | CA              | 0               | 0               |                    | -                  | -                  |             | -           | -           | 16     | 1      |        |
| 2016-2017             | Atlanta               | PB                    | 25         | 2          | CA              | 0               | 0               |                    | -                  | -                  |             | -           | -           | 25     | 2      |        |
| Totale Atlanta        | Totale Atlanta        | Totale Atlanta        | 41         | 3          |                 | 0               | 0               |                    | -                  | -                  |             | -           | -           | 41     | 3      |        |
| 2017-2018             | Tigre                 | PD                    | 3          | 0          | CA              | 0               | 0               |                    | -                  | -                  |             | -           | -           | 3      | 0      |        |
| 2018-2019             | Tigre                 | PD                    | 4          | 0          | CA+CdL          | 0+1             | 0               |                    | -                  | -                  |             | -           | -           | 5      | 0      |        |
| Totale carriera       | Totale carriera       | Totale carriera       | 93         | 7          |                 | 3               | 0               |                    | -                  | -                  |             | -           | -           | 96     | 7      |        |

## Palmarès

### Club

#### Competizioni nazionali
- Copa de la Superliga: 1

Tigre: 2019